# Відтік капіталу
Відтік капіталу — стихійне, нерегульоване державою вивезення капіталу юридичними і фізичними особами за кордон, з метою більш надійного і вигідного їх вкладення, а також для того, щоб уникнути їх експропріації, високого оподаткування, втрат від інфляції.

Не слід плутати відтік капіталу і вивіз капіталу. Великі обсяги вивезення капіталу характерні для всіх країн з позитивним сальдо торгового балансу і безпосередньо від нього залежать. Наприклад, в Китаї вивезення капіталу досягає 1 трлн доларів на рік.